# Uromastyx dispar
Uromastyx dispar es una especie de lagarto del género Uromastyx, familia Agamidae. Fue descrita científicamente por Heyden en 1827.
Habita en Mauritania, Sudán y Chad.